# Fratelli Vaccaro Notte
Vincenzo Vaccaro Notte (Sant'Angelo Muxaro, 15 ottobre 1951 – Sant'Angelo Muxaro, 3 novembre 1999) e 
Salvatore Vaccaro Notte (Sant'Angelo Muxaro, 19 settembre 1957 – Sant'Angelo Muxaro, 5 febbraio 2000) sono stati due piccoli imprenditori italiani, vittime di Cosa nostra.

## Biografia
Costretti ad abbandonare il loro paese di Sant'Angelo Muxaro per mancanza di lavoro, nel 1979 emigrano in Germania, dove rimangono per diversi anni svolgendo l'attività di pizzaiolo. Con il denaro risparmiato, tornano in Sicilia decidendo di investirlo nella natia terra in provincia di Agrigento: tra gli altri investimenti, nel 1998 avviano un'impresa di pompe funebri, entrando così in concorrenza con la ditta che gestisce i funerali a Sant'Angelo Muxaro e che è di altri due fratelli, Angelo e Alfonso Milioto, ritenuti vicini alla famiglia Fragapane di Santa Elisabetta.

### Il duplice omicidio
A differenza dei fratelli Milioto, i Vaccaro Notte, tra intraprendenza commerciale e autorizzazioni istituzionali, possiedono le “carte in regola” per il fornimento di corone di fiori e bare e per gestire tutti gli aspetti di un funerale, divenendo successivamente favoriti dagli abitanti, mentre si vanno creando seri problemi all’altra e rivale agenzia di onoranze funebri, che risulti che lavori abusivamente, priva di tutti i permessi necessari. Vengono intimiditi dalla cosiddetta "Cosca dei Pidocchi", il gruppo mafioso locale com'è volgarmente chiamato in paese: sono invitati da un imprenditore edile quasi loro omonimo, Giuseppe Vaccaro, a giungere a un accomodamento. I due, irremovibili, rifiutano qualunque compromesso, facendosi in seguito pure pubblicità come gesto di sfida, col risultato che il titolare Vincenzo Vaccaro Notte viene ucciso il 3 novembre 1999, ferito gravemente a tradimento con due colpi di pistola calibro 38 alla spalla immobilizzandolo, per poi freddarlo con tre colpi di pistola calibro 38 a distanza ravvicinata al volto facciale. Rimasto solo, il fratello Salvatore non si dichiara sconfitto, anzi continua la sua attività e indaga personalmente sull'omicidio del fratello, redigendo inoltre una specie di memoriale. Il 5 febbraio 2000, a posteriori di aver dichiarato in piazza a Sant'Angelo di sapere chi fossero stati gli assassini di Vincenzo e per non essersi ulteriormente piegato al ricatto, anche lui è ucciso, con un colpo di lupara alla testa.
Entra in gioco a questo punto un terzo fratello, Angelo Vaccaro Notte, che non aveva seguito i due fratelli in Germania ma era potuto rimanere in paese, avendo ottenuto un posto di lavoro nel Corpo forestale dello Stato. Questi decide di non agire individualmente, ma cerca l'aiuto delle forze dell'ordine, raccontando loro i retroscena dei due omicidi e le pressioni subite; per questa sua collaborazione come testimone di giustizia, verrà sottoposto al programma di protezione assieme ai suoi familiari.

### Gli arresti
Il 10 maggio del 2006 le indagini portano all'arresto di noti mafiosi latitanti, alla scoperta di un traffico di armi e droga, di appalti pilotati e di corruzione politica. Vengono indiziati come assassini dei fratelli Vaccaro Notte: Giuseppe Vaccaro e Pietro Mongiovì. Il primo confessa subito dopo l'arresto e diventa collaboratore di giustizia; anche il secondo collabora con i giudici, ma morirà suicida, il 21 aprile del 2007, nella cella del carcere di Padova dov'era stato rinchiuso. Salvatore Fragapane, già capo mandamento di Cosa nostra agrigentina, mandante degli omicidi dei fratelli Vaccaro Notte, ha ricevuto la condanna in ultimo grado all'ergastolo al processo Akragas (1999), che vide alla sbarra cinquanta presunti mafiosi della Provincia agrigentina.

## Riconoscimenti
Il comune di Sant'Angelo Muxaro ha dedicato una via ai due fratelli, nella frazione di Sopracanale.